# Томашовська Бела
Томашовська Бела (Tomášovská Belá) — каньйон в Словаччині; знаходиться в масиві Словацький Рай. Розташований біля села Спиські Томашовці.
Каньйон довжиною приблизно 8 кілометрів; через ущелину проходить екологічна стежка.